# 球首鯨尾鱈
球首鯨尾鱈（学名：Cetonurus globiceps），又名鱈魚，为輻鰭魚綱鱈形目鼠尾鱈科鯨尾鱈屬下的一个种，為深海底棲性魚類，分布於東大西洋區，包括比斯開灣、亞速群島、茅利塔尼亞外海到塞內加爾與加納利群島；西大西洋墨西哥灣及加勒比海東部；西太平洋日本外海至印尼海域，深度860-4620公尺，體長可達50公分，以小魚及浮游性甲殼類為食，生活習性不明。